# Romaric Guillo
Romaric Guillo (ur. 1 października 1991 w Pontivy) – francuski piłkarz ręczny, obrotowy, od 2019 zawodnik Vive Kielce.

## Kariera sportowa
Piłkę ręczną zaczął trenować w wieku siedmiu lat. W latach 2011–2018 był zawodnikiem Cesson Rennes, w którego barwach rozegrał we francuskiej ekstraklasie 153 mecze i zdobył 126 goli. Z Cesson Rennes doszedł do 1/2 finału Pucharu Ligi Francuskiej (2014/2015) i 1/2 finału Pucharu Francji (2015/2016).
W listopadzie 2017 podano, że w lipcu 2018 zostanie graczem HBC Nantes. Wobec ciężkiej kontuzji Senjamina Buricia, dołączył do nowej drużyny pół roku wcześniej, w styczniu 2018. W sezonie 2017/2018, w którym rozegrał 13 meczów i rzucił 10 bramek, zdobył ze swoim zespołem brązowy medal mistrzostw Francji. Ponadto w sezonie 2017/2018 zajął z HBC Nantes 2. miejsce w Lidze Mistrzów (w LM rozegrał 10 spotkań i zdobył trzy gole). W sezonie 2018/2019 rozegrał we francuskiej ekstraklasie 25 meczów i rzucił 16 bramek, natomiast w Lidze Mistrzów wystąpił w 17 spotkaniach, w których zdobył sześć goli.
W czerwcu 2019 rozwiązał ważny do 2021 kontrakt z HBC Nantes. W lipcu 2019 został zawodnikiem Vive Kielce, z którym podpisał roczną umowę. W Superlidze zadebiutował 31 sierpnia 2019 w wygranym meczu ze Stalą Mielec (33:20), w którym rzucił jedną bramkę.